# Frank Gorshin
Frank Gorshin, (Pittsburgh, Pennsylvania, 5. travnja 1933. – Burbank, Kalifornija, 17. lipnja 2005.), bio je američki glumac i komičar, hrvatskog podrijetla. 

Bio je možda najpoznatiji po svojim nastupima kao impresionist u Ed Sullivan Show-u i u Tonight Show-u sa Steveom Allenom. Njegova najpoznatija uloga je bila uloga Zagonetača u TV-seriji Batman 1960.-ih godina, i koja mu je donijela jednog Emmyja. Od poznatih uloga vrijedno je spomenuti ulogu Bele u Star Trek: The Original Series. Gorshin je sudjelovao i u TV filmu Return to the Batcave: The Misadventures of Adam and Burt iz 2002. zajedno s Adamom Westom (koji je glumio Batmana), Burtom Wardom (Robin), Yvonne Craig (Batgirl) i Julie Newmar (Catwoman), kao posljednji preživjeli glumci iz TV serije 34 godine poslije njenog starta. Gorshin je preminuo istog dana kada je TV film izašao na DVD-u.
Gorshin se oženio 8. travnja 1957. s Christinom Randazzo. Imali su zajedničkog sina Mitchella. Kasnije se razilaze, no ostaju vjenčani do Gorshinove smrti.
Frank Gorshin je preminuo od raka i upale pluća 17. svibnja 2005. u bolnici u Kaliforniji, 72 godine star. Sahranjen je na groblju Calvary Cemetery u Pittsburghu.
Adam West je izjavio nakon Gorshinove smrti: "Pomogao je da serije uspije, puno će mi nedostajati. Uvijek me je nasmijavao. To je veliki gubitak."

## Filmografija (izbor)

### Filmovi
- 1956. - The Proud and Profane
- 1959. - Warlock
- 1961. - Ring of Fire
- 1965. - That Darn Cat!
- 1966. - Batman
- 1966. - Ride Beyond Vengeance
- 1975. - Sky Heist
- 1979. - Death Car on the Freewa
- 1981. - Underground Aces
- 1981. - Goliath Awaits
- 1986. A Masterpiece of Murder
- 1986. - Hollywood Vice Squad
- 1989. - Beverly Hills Bodysnatchers
- 1993. - The Meteor Man
- 1994. - Hail Caesar
- 1994. - The Big Story
- 1995. - Dvanaest majmuna
- 1997. - Bloodmoon
- 2000. - Beethoven’s 3rd
- 2003. - Mail Order Bride

### TV serije
- 1966. – 1967. - Batman, (10 epizoda)
- 1969. - Star Trek, (jedna epizoda)
- 1975. - S.W.A.T., (dvije epizode)
- 1979. - Buck Rogers in the 25th Century, (dvije epizode)
- 1988. - Murder, She Wrote, (jedna epizoda)
- 2005. -  The Batman, (tri epizode)

## Vanjske poveznice
- Službena stranica
- Frank Gorshin u internetskoj bazi filmova IMDb-u (engl.)